# Minerva (keresztnév)
A Minerva bizonytalan (esetleg etruszk) eredetű női név.

## Gyakorisága
Az 1990-es években szórványos név, a 2000-es években nem szerepel a 100 leggyakoribb női név között.

## Névnapok
- május 2.[2]
- augusztus 23.[2]

## Híres Minervák
- Minerva a római mitológiában a művészet és a tudomány istennője

### Kitalált személyek
- Minerva McGalagony a Harry Potter-sorozat egyik szereplője